# Gerhard Spaeth
Gerhard Spaeth (* 14. Dezember 1930 in Dankmarshausen) ist ein deutscher Geologe und Polarforscher.

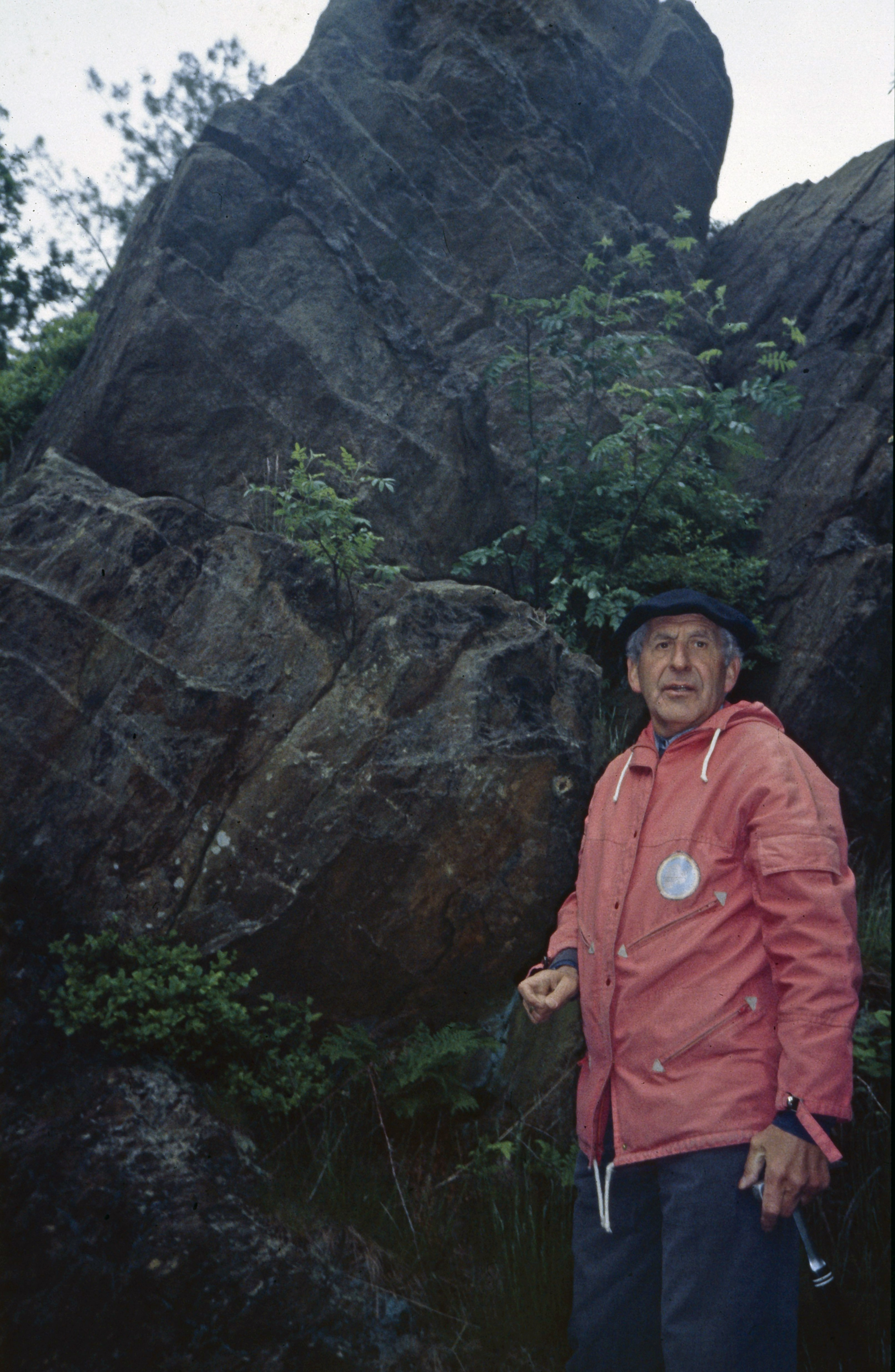
Gerhard Spaeth am Lönsfelsen bei Lammersdorf (1995)

## Leben
Nach dem Abitur an der Oberschule in Gerstungen 1949 arbeitete Spaeth zunächst als Bergbaubeflissener in verschiedenen Untertage-Bergwerken. Von 1951 bis 1957 studierte er Bergbau, Geologie, Mineralogie und Zoologie an der RWTH Aachen und der ETH Zürich. Er promovierte 1964 mit der Arbeit Untersuchungen zum Nachweis von Quarz-Gefügeregelung metamorpher Psammite, vornehmlich durchgeführt an Proben aus dem Hohen Venn -Rheinisches Schiefergebirge- und seiner näheren Umgebung.
Im April 1972 wurde er auf die neugeschaffene Professur für Geologie-Endogene Dynamik an der RWTH Aachen berufen. Spaeth arbeitet vor allem auf den Gebieten der Tektonik und Gefügekunde; geographische Arbeitsschwerpunkte sind das Rheinische Schiefergebirge, die Ardennen, die Ostalpen, der Iran und Simbabwe. Seit 1996 im Ruhestand, forscht und veröffentlicht er weiterhin zur Geologie der Antarktis.

## Antarktisforschung
Spaeth gehörte zu der Gruppe von Wissenschaftlern, die im Südsommer 1982/83 an der ersten vom Alfred-Wegener-Institut organisierten Expedition ins Innere des antarktischen Kontinents teilnahmen und die Kraulberge im westlichen Neuschwabenland erforschten. Im darauf folgenden Südsommer nahm er an einer südafrikanischen Expedition zum Ahlmannryggen teil, wo er die proterozoischen Vulkanite auf dem Grunehogna-Kraton untersuchte. 1985/86 folgte eine Expedition in die Heimefrontfjella, die er bis 1994 noch zwei weitere Male besuchte, um gemeinsam mit Kollegen von der Universität Göttingen dieses Gebirge geologisch zu kartieren. Im Südsommer 1987/88 konnte Spaeth, während der von der Bundesanstalt für Geowissenschaften und Rohstoffe organisierten „GEISHA“-Expedition in die Shackleton Range, die mafischen Ganggesteine dieses Gebirges studieren.
Spaeths Forschungen konzentrieren sich auf die geologischen Zusammenhänge zwischen der Ostantarktis und dem in Gondwana direkt benachbarten Kontinent Afrika. Dabei stehen die tektonischen und vulkanischen Prozesse im Vordergrund, die bei der Bildung und dem Zerfall von Gondwana und seinem Vorläufer-Kontinent Rodinia abliefen.
Ein Nunatak in der Heimefrontfjella wurde im Jahre 2010 Spaethpfeiler benannt.